# Крістіан Асллані
Крістіан Асллані (алб. Kristjan Asllani, нар. 9 березня 2002, Ельбасан, Албанія) — албанський футболіст, опорний півзахисник італійського «Інтера» та національної збірної Албанії.

## Ігрова кар'єра

### Клубна
Крістіан Асллані народився в Албанії але згодом разом із родиною перебрався до Італії, де і почав займатися футболом. Першим його клубом був «Емполі», де він починав виступати в молодіжній команді. Першу гру в основі Асллані провів у січні 2021 року у Кубку Італії проти «Наполі».
В червні 2022 року футболіст перейшов до міланського «Інтера». Керівництво «Емполі» оголосило, що «Інтер» в подальшому має право на викуп прав на футболіста. У січні 2023 року Асллані в складі «Інтера» виграв свій перший трофей - Суперкубок Італії.
Після завершення орендного договору «Інтер» влітку 2023 року повністю викупив контракт албанського футболіста.

### Збірна
26 березня 2022 року в товариській грі проти команди Іспанії Крістіан Асллані дебютував у національній збірній Албанії.

## Титули
Емполі
- Переможець Серії В: 2020/21

Інтер
- Переможець Кубка Італії: 2022/23[6]
- Переможець Суперкубка Італії: 2022[7], 2023
- Фіналіст Ліги чемпіонів: 2022/23[8]
- Чемпіон Італії (1): 2023–24